# B-sides & Rarities
B-Sides And Rarities is een compilatiealbum van Nick Cave and the Bad Seeds.
Het werd in 2005 uitgebracht op het label Mute Records.
B-Sides And Rarities is een driedubbelalbum en bevat alle B-kanten van singles en onuitgegeven opnames.

## Tracks
Cd 1
- Deanna, akoestische versie
- City Of Refuge, akoestische versie
- The Moon Is In The Gutter
- The Six Strings That Drew Blood
- Rhye Whiskey
- Running Scared
- Black Betty
- Scum
- The Girl At The Bottom Of My Glass
- The Train Song
- Cocks 'n' Asses
- Blue Bird
- Helpless
- God's Hotel
- (I'll Love You) Till The End Of The World
- Cassiel's Song
- Tower Of Song
- What Can I Give You?

cd 2
- What A Wonderful World
- Rainy Night In Soho
- Lucy (versie 2)
- Jack The Ripper, akoestische versie
- Sail Away
- There's No Night Out In The Jail
- That's What Jazz Is To Me
- The Willow Garden
- The Ballad Of Robert Moore and Betty Coltrane
- King Kong Kitchee Kitchee Ki-Mi-O
- Knoxville Girl
- Where The Wild Roses Grow, door Nick Cave en Blixa Bargeld
- O'Malley's Bar (1, 2, 3 & Reprise)
- Time Jesum Transeuntum Et Non Riverentum
- Red Right Hand, versie Scream 3

cd 3
- Little Empty Boat
- Right Now I'm A-Roaming
- Come Into My Sleep
- Black Hair (band version)
- Babe, I Got You Bad
- Sheep May Safely Graze
- Opium Tea
- Grief Came Riding
- Bless His Ever Loving Heart
- Good Good Day
- Little Janey's Gone
- I Feel So Good
- Shoot Me Down
- Swing Low
- Little Ghost Song
- Everything Must Converge
- Nocturama
- She's Leaving You
- Under This Moon

## Muzikanten
- Nick Cave and The Bad Seeds